# Снежана Вељковић
Снежана Вељковић (Ниш, 16. мај 1946 – Београд, 29. април 2020) била је српски лекар, професор Медицинског факултета у Београду, истраживач и писац стручних и научних радова, монографија из области судске медицине. Ангажована је у истраживању историје српске медицине  19. века, Балканских ратова и Првог светског рата. Била је активна члан Српског лекарског друштва, Секције за историју медицине.

## Биографија
Снежана Вељковић је рођена 1946. године у Нишу. Школовала се и студирала у Београду. Дипломирала је на Медицинском факултету. Убрзо после дипломирања почела је да ради на Институту за судску медицину Медицинског факултета.
Специјализирала је судску медицину. На Медицинском факултету је узела учешћа у настави као стручни сарадник, а потом асистент па  доцент.
На стручном усавршавању је била школске  1979/ 80. У САД -Office of Chief Medical Examiner, The City of New York, USA
Докторску дисертацију је одбранила 1980. године. За редовног професора Медицинског факултета изабрана је 1994. године.
Била је активан члан Српског лекарског друштва, Секције за историју медицине.

## Радови
Добар део свог радног века је посветила научно истраживачком раду из области судске медицине. Проблеми којима се посебно бавила су напрасне природне смрти, насилне асфиктичне смрти, изненадне смрти новорођенчета и одојчета, наркоманије, кривичне и стручне одговорности лекара. 
- Насилне асфиктичне смрти, CIBID, Медицински факултет у Београду, 1999.

Стручне радове је објављивала у домаћим и страним часописима.
Учествовала је у писању уџбеника као коаутор 
- Forensic medicine – textbook for medical students, Beograd, 2002.
- Судска медицина,уџбеник за студенте медицине, CIBID, Медицински факултет у Београду, Београд, 2010.

Често је посећивала библиотеку и архив на  Институту за судску медицину. Тамо је открила  бројну аутентичну грађу и документацију. То је подстакло да почне да пише историју медицине везану за наше просторе током 19. века, Балканских ратова и Првог светског рата. Писала је о бројним заборављеним а заслужним лекарима, стварању санитетског законодавства. Објавила је монографије: 
- Хроника судске медицине у Београду, CIBID,Медицински факултет у Београду, Београд  2009.
- Хроника Медицинског факултета у Београду (1920-2010), CIBID, Медицински факултет у Београду   2010. Ова књига је награђена 2011. наградом „Веселин Лучић“, коју додељује Ректорат Универзитета у Београду
- Господин који није знао санскрит, Лагуна, Београд 2016. Описана је биографија академика Милана Јовановића Морског- познатог лекара, путописца, драмског писца и критичара.[4]

Списак објављених радова са научних скупова могу се читати у Зборницима радова са тих скупова или у електронској библиотеци .

## Секција за историју медицине Српског лекарског друштва
Проф. др Снежана Вељковић је активан члан Секција за историју медицине Српског лекарског друштва .
Године 2014. учествовала је на Научном скупу, коју је организовало Одељење медицинских наука САНУ, са радом Др Аћим Медовић (1815–1893) живот и дело, поводом 200 година од рођења (издато је као монографија Београд 2015.)
Редовно је учествовала на конгресима историчара медицине “ 800 година српске медицине”. Почетком јуна 2018. организован је Девети конгрес у манастиру Милешева. Проф.др Снежана Вељковић је активно учествовала на овом конгресу као члан Научног одбора . Учествовали су историчари медицине из Словачке и Црне Горе. Саопштено је 48 радова, којима је обухваћен развој медицине од средњег века до прве половине 20. века.

## Књижевни рад
Ауторка бројних научних радова је одлучила да напише књижевно дело. Назив њеног првенца је  Крила у мермеру, роман је богат подацима из стварне историјске, политичке и друштвене историје Србије и Београда. Кроз књижевне ликове, ауторка је успела да нам скрене пажњу на стварне историјске личности које су својим радом и залагањем утицале да се оснују и унапреди рад медицинских установе код нас.
Књижевна дела:
- Крила у мермеру (2018, Евробук)
- У потрази за Гледис (2019, Евробук)
- Библиотека породице Градиновачки (2019, Евробук)
- Мајне либе Милица (2020, Евробук)

Преминула је од последица болести COVID-19 2. маја 2020. године.